# Limnephilus asaphes
Limnephilus asaphes är en nattsländeart som beskrevs av Mclachlan 1880. Limnephilus asaphes ingår i släktet Limnephilus och familjen husmasknattsländor. Inga underarter finns listade i Catalogue of Life.